# Juggalos
Con il termine juggalos vengono comunemente denominati i seguaci di quella cultura che trae origine dalla radice rap della scena suburbana di Detroit a partire dagli anni novanta.

## Nascita
La nascita dei juggalos è dovuta alla presenza musicale di due esponenti del rap underground di Detroit: Violent J (Joseph Bruce) e Shaggy 2 Dope (Joseph Utsler) che insieme formano agli inizi degli anni 1990, gli Inner City Posse, che in seguito cambiano nome in ICP (Insane Clown Posse), dopo un sogno sconvolgente di Violent J, in cui gli si manifesta l'entità chiamata Dark Carnival, portatrice di un messaggio sul destino dell'umanità. Così nacquero gli ICP, con l'intento di trasmettere il messaggio ultraterreno del Dark Carnival attraverso le loro innovative liriche rap, dipingendosi la faccia e abbracciando lo stile carnevalesco-circense tipico dei luna park erranti. Proseguono in realtà un sottogenere del hardcore rap detto horrorcore, che nasceva nei primi anni novanta. Il duo prevede di diffondere la profezia attraverso sei stazioni dette Joker Cards e che coincidono più o meno con i loro album.
Juggalo è un termine generico per descrivere un Fan del gruppo rap di Detroit, gli Insane Clown Posse a.k.a. ICP. Il gruppo ha costruito un mito dietro al termine per identificare un "seguace del Dark Carnival", come spiegato nel loro album, Legacy. Violent J spiega l'origine del termine nel documentario sugli ICP, Behind the Paint, durante una performance live di "The Juggla" dal album Carnival of Carnage, spontaneamente si rivolse agli spettatori, "What about you Juggalo? Are there any Juggalos in here?" (Come va Juggalo? C'è qualche Juggalo da queste parti?), e il nome restò.

## Origini

### La storia dietro i Juggalo
In Behind The Paint, la vecchia identità degli ICP, gli Inner City Posse non riuscivano a vendere abbastanza album a causa del sound e dello stile poco originale. Vollero quindi creare qualcosa di nuovo e durante i loro scambi di idee presero in considerazione l'idea di interpretare dei clown serial killer che uccidevano chi lo meritasse. Quella notte Violent J tornò a casa e cercando di addormentarsi ebbe una strana sensazione—il potere del Dark Carnival stava arrivando in città. Gli ICP decisero allora di basare la loro futura carriera come profeti del Dark Carnival pubblicando sei albums, ognuno con una faccia di clown sopra, come nella visione avuta da Violent J.
Dopo l'uscita del loro quarto album The Great Milenko, gli ICP si ritrovarono colti da una inaspettata popolarità, dopo che la loro etichetta discografica, la Hollywood Records, proprietà della Disney abbandonò l'album e lo ritirò dagli scaffali a sole sei ore dalla sua uscita. Il manager del gruppo e cofondatore della Psychopathic Records, Alex Abiss, chiamò un giornale di Los Angeles chiedendo se questa potesse essere una notizia interessante. il giornale mise la notizia in prima pagina e passò la notizia alle principali emittenti. Dopo questo, molte case discografiche iniziarono a fare offerte per il contratto degli ICP. La Island records vinse il contratto e girò il video Shockumentary che debuttò su MTV. Nel 1999 partì il loro primo tour internazionale, e incontrarono la band degli House of Krazees. dopo il tour, uno dei membri degli House of Krazees decise di prendere una via diversa, e fu la nascita dei Twiztid. Gli ICP decisero di lasciare la Island records dopo l'uscita di Bizzar/Bizaar.
Quando gli ICP pubblicarono il loro sesto album delle Joker's Card, gli Insane Clown Posse rivelarono la vera natura del Dark Carnival: il Dark Carnival è in pratica un'entità superiore, e ogni album prima di questo è un test del Dark Carnival. Per chi avesse passato ogni test, la sesta Joker's Card (the Wraith) li avrebbe portati in quel posto conosciuto dai Juggalos come Shangri-La (il paradiso dei Juggalo). Quando questo fu rivelato nella traccia finale nel album alcuni dei fan che li seguivano fin dall'inizio furono estremamente delusi e iniziarono a contrastare e discreditare fortemente la band. Altri, che interpretarono e capirono il messaggio, ne apprezzarono il significato, e vengono considerati i Veri Juggalos. questo creò una sottocultura seguita da altri artisti della Psychopathic Records come Blaze Ya Dead Homie, Anybody Killa, Jumpsteady, Zug Izland, Project Deadman e Axe Murder Boys.

## Terminologia
Quella che segue è una lista parziale dello slang generalmente usato dai Juggalos nelle conversazioni. per una lista più completa, controllate i link sottostanti.
- Chicken - termine usato per la prima volta nella canzone "Chicken Huntin'", e può indicare un "pollo", un "razzista", un "redneck" o un "falso", a seconda del suo uso.
- Clown Love - termine usato per dimostrare l'amore che i Juggalos hanno l'uno per l'altro, usato la prima volta nel 1994 The Ringmaster.
- Cotton Candy - vagina. più precisamente riferito al pelo pubico.
- Dark Carnival – la forza che guida gli ICP e i Juggalos. In The Wraith: Shangri-La, viene rivelato che il Dark Carnival (carnevale oscuro) è un'Entità Superiore. Tutte le sei 'Joker's Cards' sono basate su questa entità divina e sulla presunta apocalisse che la seguirà.
- Faygo - una bevanda a base di soda che gli ICP bevono fin dalla loro gioventù; gli ICP usano inondare i Juggalos con essa durante i concerti.
- Juggalo Power- una inspiegabile forza interiore che i Juggalos possiedono, paragonabile a una scarica di adrenalina. Anche chiamata da alcuni Juggalos come "Shine".
- Hound Dog - termine per un fan che e ossessionato da un gruppo senza una apparente ragione. Vedi anche: Juggaho.
- Juggalette - Versione femminile di Juggalo.
- Juggahoe - una persona che segue gli Artisti della Psychopathic Records solo per ragioni superficiali.
- MCL - abbreviazione per “Much Clown Love”. Ci sono anche altre variazioni dell'abbreviazione come, MFCL, MNCL, MMFWCL (Much motherf*cking wicked clown love) etc.
- Missy - termine per una donna sovrappeso. Deriva dal film degli Insane Clown PosseBig Money Hustlas.
- Mothafacko – termine usato al posto di motherfucker.
- Neden - termine per indicare la vagina che ICP hanno sempre usato dalla loro gioventù.
- Ninja/Ninjette - deriva dal attrazione che Violent J aveva per i Ninja nella sua infanzia. è usato per identificare un altro Juggalo in incognito, come “What up, Ninja?” (come va, Ninja?), generalmente un Juggalo considera un ninja, un estraneo alla cultura senza alcuna pittura facciale, indicando come chiunque appartenente alla concezione astrale del carnevale oscuro, nonché ai seguaci che non si identificano appieno con lo stile dei ICP, ma ugualmente portano avanti il messaggio.
- Nizzos - termine per indicare i testicoli.
- Piggy – termine usato per indicare un bifolco.
- Props - termine per incoraggiare o dimostrare apprezzamento per il lavoro di qualcuno.
- Toy - indica un giocattolo, uno strumento, riferito ad un individuo che si lascia strumentalizzare.
- Kill - termine che indica l'attività principale del carnival of carnage.

La terminologia è spiegata nell'autobiografia di Violent J Behind The Paint e su